# Volksbank Euskirchen
Die Volksbank Euskirchen eG ist eine Genossenschaftsbank mit Sitz in Euskirchen. Sie unterhält die Niederlassungen „Volksbank Weilerswist“, „Volksbank Rureifel“, „Raiffeisenbank Junkersdorf“, „Volksbank Wachtberg“, „Raiffeisenbank Fischenich-Kendenich“ und „Volksbank Düren“.

## Geschichte
Das Stammhaus der heutigen Volksbank Euskirchen wurde im Jahr 1900 unter dem Namen „Euskirchener Spar- und Kreditgenossenschaft e.G.m.b.H“ gegründet.
Eins der 67 Gründungsmitglieder und gleichzeitig erster Vorstand des Kreditinstitutes war der in Schwerfen bei Euskirchen geborene Thomas Eßer, welcher von November 1926 bis 1933 Vizepräsident des Deutschen Reichstages in Berlin war.
Im Mai 1942 erfolgte die Änderung des Namens der Bank in „Volksbank Euskirchen e.G.m.b.H.“. Später in den Jahren 1965 und 1968 wurden die ersten beiden Zweigniederlassungen in Mechernich und Weilerswist eröffnet und man erweiterte das Geschäftsgebiet. Die Zeit von 1994 bis 2002 war von diversen Fusionen der Volksbank mit anderen Genossenschaftsbanken der Region geprägt. 1994 fusionierte man mit der Raiffeisenbank Zülpich, 1999 erfolgte die zweite Fusion der Volksbank mit der Raiffeisenbank Bad Münstereifel. Zwei Jahre später schlossen sich die Volksbank Euskirchen und die Volksbank Rureifel zusammen. Dabei behielten die Filialen der Volksbank Rureifel ihren Namen. Die vierte Fusion fand im Jahr 2002 mit der Raiffeisenbank Mechernich statt.
Im Mai 2016 sprachen sich die beiden Generalversammlungen der Raiffeisenbank Junkersdorf und der Volksbank Euskirchen mit deutlicher Mehrheit für eine Fusion der beiden Kreditinstitute aus. Dabei behielt die Raiffeisenbank Junkersdorf, ähnlich wie die Volksbank Rureifel, ihren Namen als Zweigniederlassung der Volksbank Euskirchen eG. Durch diese Fusion konnte das Geschäftsgebiet bis in die Vororte Kölns ausgedehnt werden.
Anfang Juli 2016 wurde bekannt, dass die Vorstände und Aufsichtsräte der Volksbank Euskirchen und der Volksbank Wachtberg, mit drei Geschäftsstellen und Hauptstelle in Villip, über eine Fusion verhandeln. Die Volksbank Wachtberg wird als Zweigniederlassung der Volksbank Euskirchen ihren Namen weiter führen. Schließungen von Geschäftsstellen und betriebsbedingte Kündigungen von Mitarbeiten seien nicht geplant. Ende Mai 2017 stimmten beide Generalversammlungen für die Fusion.
Im Jahre 2021 fusionierte die Volksbank Euskirchen eG mit der Volksbank Düren eG und mit der im Rhein-Erft-Kreis ansässigen Raiffeisenbank Fischenich-Kendenich eG. Die Fusionspartner werden als Volksbank Düren, Zweigniederlassung der Volksbank Euskirchen eG, bzw. Raiffeisenbank Fischenich-Kendenich, Zweigniederlassung der Volksbank Euskirchen eG, vor Ort auftreten.
Neben der Corona-Pandemie, wurde die Volksbank Euskirchen eG in den Jahren 2021 und 2022 von mehreren harten Schlägen getroffen. Zum einen wurden die Hauptstelle in Euskirchen sowie die beiden Geschäftsstellen in Bad Münstereifel und Kommern teils schwer durch die Hochwasserkatastrophe vom Juli 2021 beschädigt, sodass dort zum Teil über Monate nur ein eingeschränkter Notbetrieb möglich war. Zum anderen wurden die Räumlichkeiten in Adendorf und Merzenich durch die Sperrung des jeweiligen Geldautomaten stark in Mitleidenschaft gezogen. Zudem wurde die sich im GDZ in Bad Münstereifel befindliche SB-Stelle im Mai 2022 ausgeraubt.

## Vorgängerinstitute
Die heutige Volksbank Euskirchen sowie ihre Niederlassungen und Zweigstellen entstanden aus diversen Fusionen der Volksbank Euskirchen eG mit anderen Genossenschaftsbanken der Region. Diese Fusionen waren:
- Raiffeisenbank Zülpich eG, Fusion 1994
  - Spar- und Darlehnskasse Dürscheven-Ülpenich
  - Spar- und Darlehnskasse Füssenich-Geich
  - Raiffeisenbank Sinzenich
- Raiffeisenbank Bad Münstereifel eG, Fusion 1999
  - Spar- und Darlehnskasse Mutscheid
  - Raiffeisenkasse Schuld
  - Spar- und Darlehnskasse Schönau
- Volksbank Rureifel eG, Fusion 2001
  - Volksbank Nideggen
    - Raiffeisenkasse Wollersheim-Bürvenich
      - Spar- und Darlehnskasse Wollersheim
      - Spar- und Darlehnskasse Bürvenich

  - Spar- und Darlehnskasse Untermaubach
  - Spar- und Darlehnskasse Stockheim
- Raiffeisenbank Mechernich eG, Fusion 2002
  - Raiffeisenbank Veytal (Kommern)
    - Spar- und Darlehnskasse Antweiler-Lessenich

  - Raiffeisenbank Bleiberg (Mechernich-Bleibuir)
- Raiffeisenbank Junkersdorf eG, Fusion 2016
- Volksbank Wachtberg eG, Fusion 2017
  - Raiffeisenbank Pech
  - Spar- und Darlehnskasse Adendorf
  - Spar- und Darlehnskasse Fritzdorf

## Geschäftsgebiet
Das Geschäftsgebiet der Volksbank Euskirchen unterteilt sich in 9 Marktbereiche mit jeweils einer Kopfstelle und diversen Geschäfts- oder SB-Stellen.:
- Marktbereich Euskirchen
  - Euskirchen
    - Hauptstelle Euskirchen
    - SB-Stelle Euskirchen-REWE Center
- Marktbereich Bad Münstereifel
  - Bad Münstereifel
    - Kopfstelle Bad Münstereifel
    - SB-Stelle GDZ

  - GS Hardtbrücke
  - SB-Stelle Schönau
- Marktbereich Mechernich
  - Kopfstelle Mechernich
  - Kommern
    - GS Kommern
    - SB-Stelle Kommern-Fachmarktzentrum
- Marktbereich Zülpich
  - Kopfstelle Zülpich
  - GS Weilerswist
- Zweigniederlassung Volksbank Rureifel
  - Kopfstelle Kreuzau
  - GS Nideggen
  - GS Schmidt
  - SB-Stelle Stockheim
- Zweigniederlassung Raiffeisenbank Junkersdorf
  - Kopfstelle Junkersdorf
- Zweigniederlassung Volksbank Wachtberg
  - Kopfstelle Villip
  - GS Adendorf
- Zweigniederlassung Volksbank Düren
  - Kopfstelle Düren
  - GS Schlich
  - GS Merzenich
  - GS Niederzier
  - SB-Stelle Kelz
  - SB-Stelle Lendersdorf
- Zweigniederlassung Raiffeisenbank Fischenich-Kendenich
  - Kopfstelle Fischenich
  - SB-Stelle Kendenich

## Ausbildung und Duales Studium
Die Volksbank Euskirchen bildet junge Menschen in den Berufsbildern Bankkaufmann (w/m) und Bachelor of Arts (Fachrichtung Banken oder Finanzdienstleistungen) aus. Dabei arbeitet die Volksbank mit dem Berufskolleg Eifel in Kall für die theoretische Ausbildung in bankbezogenen Fächern und der Rheinisch-Westfälischen Genossenschaftsakademie im Rahmen des überbetrieblichen Unterrichts zusammen. Die Dauer der Ausbildung beträgt in der Regel zweieinhalb Jahre.
Im Bereich des Dualen Studiums werden zwei Studiengänge in den Bereichen BWL/Fachrichtung Bank und BWL/Fachrichtung Finanzdienstleistung angeboten. Beide finden an der Dualen Hochschule in Ravensburg statt.
Zudem bildet die Volksbank auch Kaufleute im Bereich Digitalisierungsmanagement aus.